# Apothosia complanodes
Apothosia complanodes is een vlinder uit de familie van de spinneruilen (Erebidae). De wetenschappelijke naam van deze soort is voor het voorgesteld als Agylla complanodes door George Francis Hampson in een publicatie uit 1901.
Deze soort komt voor in Malawi.